# Nowe Górki
Nowe Górki (dawn. Górki Nowe) – dawna podłódzka miejscowość, w 1946 włączona w obszar Łodzi. Administracyjnie obszar wchodzi w skład osiedla Chojny w dawnej dzielnicy Górna. Według podziału SIM znajduje się na terenie Starych Chojen.

## Historia
Nowe Górki to dawna wieś, od 1867 w gminie Chojny. W okresie międzywojennym należała do powiatu łódzkiego w woj. łódzkim. W 1921 roku liczba mieszkańców wynosiła 76. 1 września 1933 weszła w skład nowo utworzonej gromady Górki, składającej się ze wsi Górki Stare i Górki Nowe.
Podczas II wojny światowej włączone do III Rzeszy. Po wojnie Nowe Górki powróciły na krótko do powiatu łódzkiego w woj. łódzkim, lecz już 13 lutego 1946 włączono je do Łodzi (z gminą Chojny).